# Vespasianus
Titus Flavius Vespasianus (Falacrinae, 17 november 9 - Aquae Cutiliae, 23 juni 79) was van 1 juli 69 tot 23 juni 79 keizer van het Romeinse Rijk. In het jaar 69 na Christus kwam er een ommekeer in het Romeinse Rijk. Na de dood van Nero, de laatste keizer van het Juliaans-Claudiaanse huis, streden in het vierkeizerjaar een aantal pretendenten om de troon. Vespasianus wist deze burgeroorlogen in zijn voordeel te beslissen en werd de eerste Romeinse keizer uit de Flavische dynastie. Zijn geboortenaam was Titus Flavius Vespasianus; als keizer droeg hij de naam Imperator Caesar Vespasianus Augustus.
Vespasianus was een realpolitiker. Tijdens zijn tienjarige heerschappij slaagde hij erin om het Rijk zowel politiek als financieel te stabiliseren. Hij stelde zijn heerschappij in de lijn van de Juliaans-Claudiaanse traditie. Hierbij knoopte hij met name aan bij Augustus en probeerde hij zo veel mogelijk afstand van Nero te nemen. Voor de pax Augusta kwam een pax Flavia in de plaats. Zijn fiscale beleid drong de tijdens het bewind van Nero opgebouwde staatsschuld sterk terug en stelde hem in staat een actief bouwprogramma uit te voeren; De budgettaire situatie verbeterde voornamelijk door invoering van nieuwe belastingen, herinvoering van eerder afgeschafte belastingen en belastingverhogingen. Vespasianus bevorderde kunst en literatuur en maakte zich sterk voor de integratie van de belangrijke Italiaanse families in de Senaat. Door zijn militaire ervaring en connecties, bekwame propaganda en grotendeels uitstekende relatie met de Senaat, was hij een populaire en succesvolle keizer.

## Afkomst en familie
Vespasianus werd geboren in Falacrinae, een dorpje ten noordoosten van Rome. Zijn grootvader van vaderszijde, Titus Flavius Petro, was de eerste die zich onderscheidde. Hij bereikte de rang van centurion en vocht in 48 v.Chr. in de slag bij Pharsalus aan de kant van Pompeius. Vervolgens werd hij eigenaar van een incassobureau.
Petro's zoon, Titus Flavius Sabinus, werkte als beambte bij de douane in de provincie Asia. Hij verwierf een reputatie als nauwgezet en eerlijk "tollenaar". Sabinus trouwde boven zijn stand met Vespasia Polla, wier vader de rang van prefect van het kamp had bereikt en wier broer senator werd. Na zijn tijd in Asia was hij op kleine schaal als geldschieter actief onder de Helvetii, een volk dat leefde in het huidige Zwitserland. Hij leefde in de stad Aventicum (Avenches), waar hij waarschijnlijk ook stierf.
Sabinus en Vespasia kregen met zekerheid drie kinderen, van wie de oudste, een meisje, Flavia Vespasia genaamd, al in haar kindertijd overleed. De oudste zoon, Titus Flavius Sabinus maakte zijn intrede in het openbare leven en volgde de cursus honorum. Hij diende in 36 n.Chr. als militair tribuun in het Romeinse leger in Thracië. Het volgende jaar werd hij tot quaestor verkozen en diende hij in Kreta en Cyrene. Hij rees door de rangen van de Romeinse openbare ambten; bij zijn tweede poging werd hij in 39 n.Chr. tot aedilis gekozen, waarna hij een jaar later in 40 n.Chr. bij zijn eerste poging tot praetor werd verkozen. Hij gebruikte deze gelegenheid om te proberen de gunst van keizer Caligula te winnen.
De jongere zoon, Vespasianus, leek aanvankelijk minder succesvol te gaan worden. Hij toonde lange tijd geen ambitie om zich in te spannen om hoge publieke ambten te bekleden. Uiteindelijk trad hij echter in de voetstappen van zijn broer, mede op aandrang van zijn moeder, die de spot dreef met zijn gebrek aan ambitie. In deze periode, zo rond 38 n.Chr., trad hij in het huwelijk met Flavia Domitilla, de dochter van Flavius Liberalis uit Ferentium en de voormalige maîtresse van Statilius Capella, een Romeinse ridder uit Sabratha in Africa. Het echtpaar kreeg drie kinderen; Flavia Domitilla minor en de keizers Titus en Domitianus. Zijn echtgenote en dochter stierven voordat hij in 69 n.Chr. keizer werd.

## De carrière van Vespasianus
Vespasianus werd krijgstribuun in Thracië. Als quaestor kreeg hij Kreta en Cyrene toegewezen. Vervolgens lukte het hem om tot aedilis en later tot praetor te worden verkozen Als aedilis werd Caligula een keer kwaad op Vespasianus, omdat hij de straten niet goed genoeg had laten vegen, en liet hem bedekken met straatvuil. Als praetor liet hij geen gelegenheid voorbijgaan om Caligula te prijzen. Zo stelde hij voor om speciale spelen te organiseren om de “overwinning” van Caligula in Germanië te vieren, en dankte hij de keizer in het bijzijn van de senatoren dat hij hem had uitgenodigd voor een maaltijd. Ook eiste hij dat de samenzweerders tegen de keizer onbegraven zouden worden neergegooid, om zo hun straf te verzwaren.

### Legercommandant in Germanië
Na het aantreden in 41 n.Chr. van keizer Claudius I werd Vespasianus tot legaat van Legio II Augusta benoemd. Hij had deze benoeming te danken aan de invloed van de keizerlijke vrijgelatene Narcissus, een belangrijke adviseur van Claudius. Legio II Augusta was toentertijd gestationeerd in Argentoratum (het huidige Straatsburg), op de grens van Gallië en Germanië.

### Betrokkenheid bij de verovering van Britannia (43 n.Chr. e.v.)
In 43 n.Chr. namen Vespasianus en zijn Legio II Augusta deel aan de Romeinse invasie van Britannia. Vespasianus onderscheidde zich onder het algehele commando van Aulus Plautius. Na te hebben deelgenomen aan een aantal cruciale veldslagen aan de rivieren de Medway en de Theems, werd hij met zijn legioen naar het zuidwesten gezonden om daar de tegenstand neer te slaan, Hij marcheerde door de moderne graafschappen Hampshire, Wiltshire, Dorset, Somerset, Devon en Cornwall met als mogelijke doelstellingen het veiligstellen van de havens aan de Britse zuidkust en controle over de tinmijnen in Cornwall en de zilver- en loodmijnen in Somerset.
Vespasianus marcheerde vanuit Noviomagus Regnorum (Chichester) om van daaruit de vijandige stammen de Durotriges en Dumnonii te onderwerpen. Hij veroverde twintig oppida (heuvelforten van een (deel van een) stam). Hieronder waren Hod Hill en Maiden Castle in Dorset. Hij voerde een invasie uit op Vectis (het huidige eiland Wight) en sloot zijn veldtocht af met het opzetten van een fort en legionair hoofdkwartier in Isca Dumnoniorum (het huidige Exeter). Gedurende deze tijd raakte hij gewond. Hij was nog niet volledig hersteld toen hij naar Egypte werd gezonden. Deze successen leverden hem bij zijn terugkeer in Rome de onderscheidingstekens op van een triomfator (ornamenta triumphalia).
Later ontving hij een tweevoudig priesterschap en was hij onder Nero gedurende twee maanden consul.

### Optreden in Judea

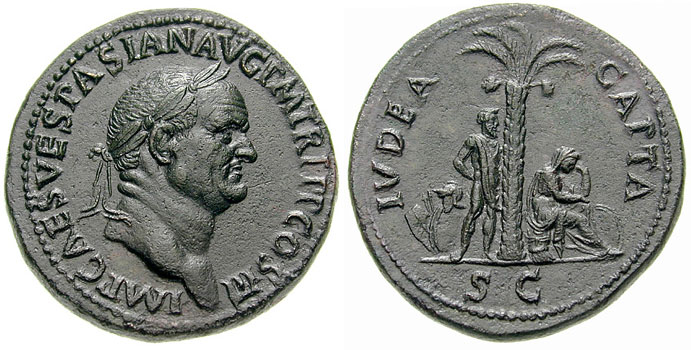
Vespasianse sestertius, geslagen in 71 om de overwinning op de Joden te vieren. Op de achterkant staat: IVDEA CAPTA "Judaea veroverd"

Tijdens het bewind van Nero kreeg hij de provincie Africa toegewezen, die hij zonder zichzelf te verrijken bestuurde. Hierna volgde hij de keizer bij zijn tournee in Griekenland, waarbij hij Nero ernstig beledigde, door herhaaldelijk niet aanwezig te zijn wanneer deze optrad als zanger, en in slaap te vallen als hij er wel bij was. Hierna werd hij geweerd uit de nabijheid van de keizer. Vespasianus vreesde voor zijn leven en trok zich terug in een klein afgelegen stadje. 
Tot zijn verbazing werd hem echter een staand leger en de provincie Judea aangeboden. De Joden waren namelijk in opstand gekomen en er was een doortastend veldheer met een groot leger nodig om de joodse opstand de kop in te drukken. Vespasianus werd boven de anderen uitverkoren omdat hij door zijn onaanzienlijke afkomst geen gevaar voor de keizer vormde. Het kostte Vespasianus en zijn zoon Titus jaren om de Joden te verslaan. In het jaar 70 viel uiteindelijk Jeruzalem en niet zo lang daarna het laatste bolwerk Massada. 
De Romeinen traden hard op tegen de opstandelingen; een woud van kruisen stond om Jeruzalem. Een rabbijn, Jochanan ben Zakkai had zich tijdens het beleg van Jeruzalem de stad uit laten smokkelen. Hij had Vespasianus de keizerlijke waardigheid voorspeld en gedaan gekregen dat de Joodse godsdienst wel in Israël, maar niet in het verwoeste Jeruzalem mocht blijven voortbestaan.

## Vierkeizerjaar

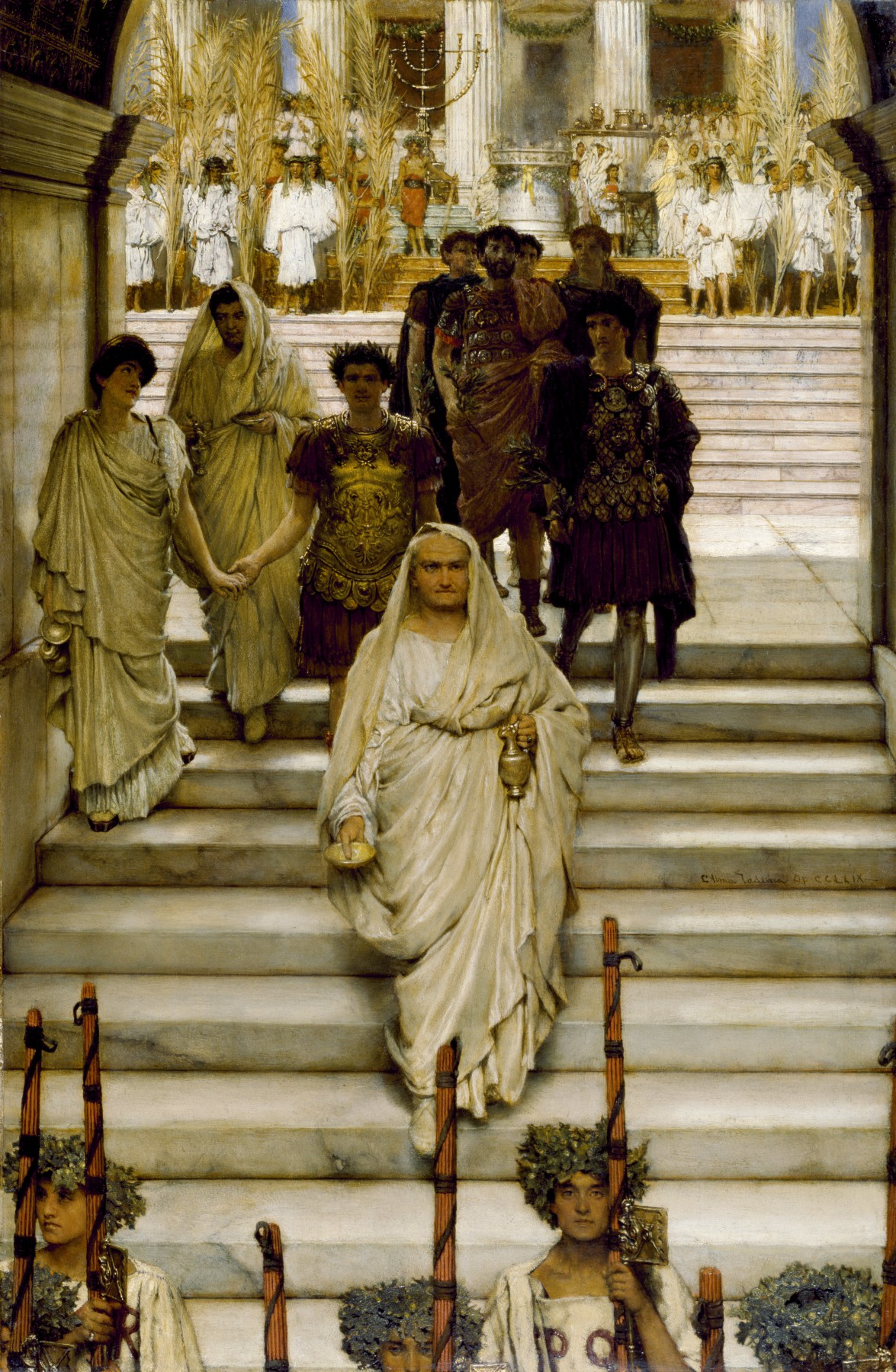
In 71 hield Vespasianus samen met zijn zoon Titus een indrukwekkende triomftocht door Rome om de overwinning op de Joden te vieren. Op de voorgrond loopt Vespasianus, links achter hem Titus met zijn dochter Julia en daarachter Domitianus. Julia en Domitianus zouden een relatie met elkaar hebben gehad. In de achtergrond is de zevenarmige kandelaar te zien die Titus uit de verwoeste tempel van Jeruzalem had meegenomen. De triomftocht werd afgebeeld op de triomfboog van Titus. (Door Lourens Alma Tadema 1885)

Na de dood van Nero (medio 68 n.Chr.) brak er een burgeroorlog uit waarbij Rome in een jaar tijd vier keizers kreeg. De eerste die de macht greep, was Galba, deze werd vermoord. De tweede keizer was Otho. Deze pleegde zelfmoord nadat zijn leger de Eerste Slag bij Bedriacum had verloren. De derde keizer was Vitellius die uiteindelijk verslagen werd door de aanhangers van Vespasianus. Dankzij de steun van zijn leger in Judea (dat op dat moment, vanwege de opstand bestond uit een kwart van alle Romeinse strijdkrachten), en de legers in Syrië, Egypte, Moesië, Pannonië en Illyricum werd Vespasianus uiteindelijk uitgeroepen tot keizer.

## Keizerschap

### Onderdrukking van de Bataafse opstand
In januari 69 n.Chr. vond er een opstand plaats in Gallië en Germania. Deze opstand staat bekend als de tweede Bataafse Opstand. Deze opstand werd geleid door Julius Civilis en Julius Sabinus. Sabinus beweerde dat hij een nazaat was van Julius Caesar. Hij riep zichzelf uit tot keizer van Gallië. Voordat de opstand eind 70 n.Chr. door Vespasianus' schoonzoon Quintus Petillius Cerialis kon worden onderdrukt, waren er twee Romeinse legioenen verloren gegaan.

### Vespasianus’ bestuur
Vespasianus maakte van Achaia, Lycië, Rhodos, Byzantium, Samos en Cilicia Tracheia Romeinse provincies zodat deze hun vrijheid verloren.
Omdat er door de oorlog een opeenhoping van rechtszaken was ontstaan, liet hij door middel van loting rechters aanstellen. Deze moesten ervoor zorgen dat wat tijdens de oorlog gestolen was, weer aan de eigenaars werd teruggegeven.

### Belastingpolitiek
Vespasianus voerde diverse nieuwe belastingen in. Zijn zoon Titus, die klaagde omdat hij zelfs een belasting op de urinoirs had bedacht, hield hij een munt onder de neus, en vroeg hem of het geld soms stonk. Toen Titus daar met “nee” op antwoordde, zei Vespasianus “En toch komt hij uit het urinoir”. Hier vond de spreuk “geld stinkt niet” (pecunia non olet) waarschijnlijk zijn oorsprong. Het geld dat Vespasianus op deze manieren heeft verkregen, is vooral gebruikt om het Romeinse Rijk weer op te bouwen.

### Bouwactiviteiten
Toen Vespasianus aantrad, werd Rome op vele plekken ontsierd door brandschade en vervallen gebouwen. Hij gaf daarom toestemming aan wie dat maar wilde braakliggend terrein in bezit te nemen om er zelf iets te bouwen. Hij zorgde ervoor dat het Capitool herbouwd werd, waarbij hij zelf symbolisch de eerste stukken puin wegdroeg. Verder liet hij een tempel voor de vrede en een tempel voor de vergoddelijkte Claudius bouwen.
Door alle willekeur van Caligula en Nero was het aanzien van de keizer niet geweldig. Om zijn positie onder het volk te versterken begon Vespasianus met de bouw van het Colosseum: een enorme schouwburg die vijfenzeventigduizend toeschouwers kon herbergen (50.000 zitplaatsen en 25.000 staanplaatsen). Aan de bouw hiervan zou verder gewerkt worden onder het bewind van Titus en Domitianus zou het Colosseum afmaken. De ruïnes ervan zijn nog steeds een trekpleister voor toeristen.

### Samenzweringen
Suetonius beweert dat Vespasianus tijdens zijn regeringsjaren te maken kreeg met een constante reeks tegen hem gerichte "samenzweringen". Hier is overigens slechts een van bekend. In 78 of 79 n.Chr. probeerden Eprius Marcellus en Aulus Caecina Alienus Vespasianus te vermoorden. Waarom deze mannen zich tegen hem keerden is niet bekend.

## Persoonlijkheid

### De zuinige Vespasianus
Het belangrijkste kenmerk van zijn regeerperiode was Vespasianus' spaarzaamheid. Na de spilzieke grillen van met name Nero, Otho en Vitellius had het Romeinse Rijk behoorlijk ingeteerd op zijn middelen. Vespasianus was dus gedwongen om het zuinig aan te doen. Een afdeling mariniers die hem durfde te vragen om een toelage voor schoenen omdat ze telkens te voet op en neer tussen Pozzuoli en Ostia Antica liepen, stuurde hij zonder ze te antwoorden weg en liet ze voortaan de tocht blootsvoets maken. Aangeklaagden konden zich, schuldig of onschuldig, vrijkopen en ambten waren bij Vespasianus ook gewoon te koop. Een van zijn favoriete dienaren vroeg hem ooit een post op financiën voor een zogenaamde broer van hem. Vespasianus kwam erachter dat ze geen broers waren en liet het bedrag dat de dienaar was beloofd aan zichzelf uitbetalen en gaf de man de gewenste post. Tegen de dienaar die hem er over aansprak zei hij “Zoek maar een andere broer; de man die je daar voorhoudt is een broer van mij". Toen een delegatie van de Senaat hem op de hoogte stelde dat er te zijner ere op kosten van de staat een reusachtig standbeeld ter waarde van 1 miljoen sestertiën zou worden opgericht, stak de keizer zijn hand uit met zijn handpalm naar boven gericht en sprak hij "Hier hebben jullie de sokkel, geef mij het geld maar.”

### Omgang met mensen
Vespasianus was zich bewust van zijn nederige afkomst en gedroeg zich als keizer zo veel mogelijk als een gewoon burger. Ook had hij respect voor het volk. Zo trok hij, in tegenstelling tot zijn voorgangers, zelf zijn kleren aan, en werden mensen die zijn stamboom probeerden terug te voeren tot de stichters van Reate, door hem in hun gezicht uitgelachen. Vespasianus gedroeg zich lankmoedig tegenover anderen en nam geen wraak op personen die hem voor zijn keizerschap onheus bejegend hadden. Veel dingen deed hij met een grapje af. Zo had Mestrius Florus, een oud-consul, Vespasianus erop gewezen dat hij “plaustra” en niet ”plostra” moest zeggen. De volgende dag sprak Vespasianus hem aan met “Flaure” in plaats van zijn naam (bij aanspreking in de vocatief) Flore ('Flaure' verwijst wellicht naar Grieks φλαῦρος, dat zoiets als 'sjofel' betekent).

## Overlijden

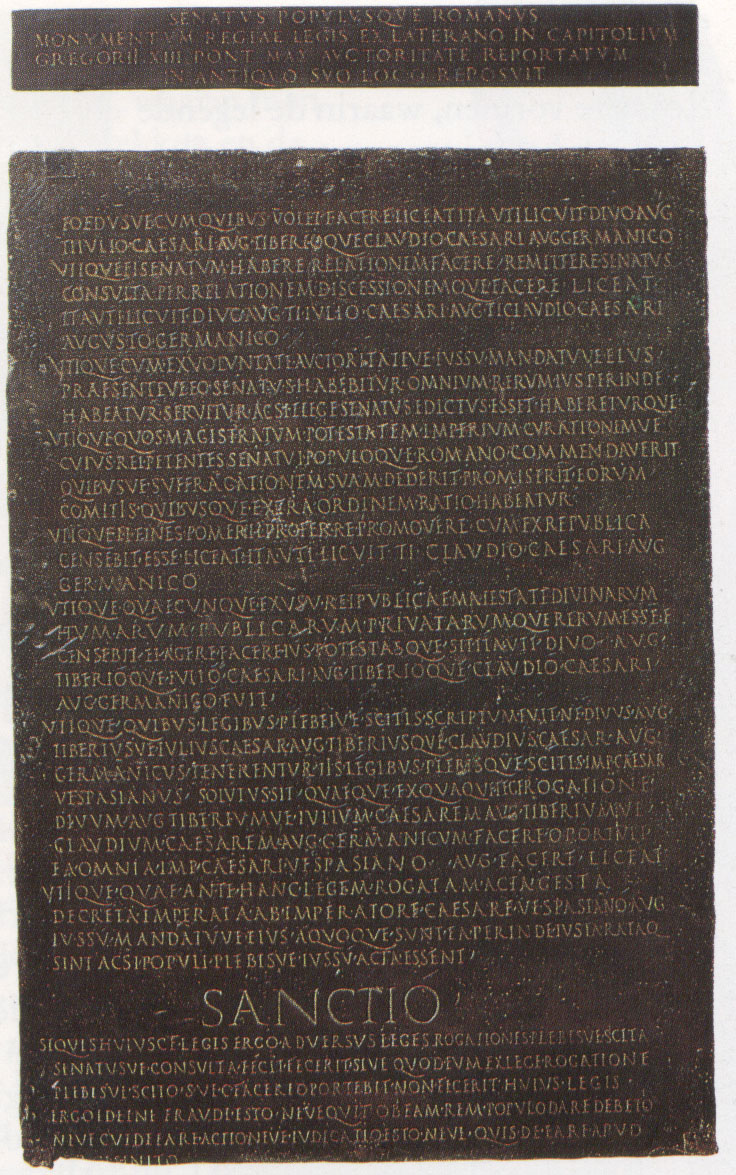
De bronzen plaat waarop de keizerlijke rechten die aan Vespasianus werden toegekend zijn gegraveerd

Dat Vespasianus humor bezat bleek zelfs bij zijn overlijden. Naar verluidt zouden zijn laatste woorden zijn: "Ik geloof dat ik nu een god ga worden." Ook tijdens de begrafenis werden er nog grappen gemaakt over de legendarische zuinigheid van Vespasianus. Het was gebruikelijk dat tijdens een begrafenis een acteur de overledene imiteerde. De acteur die een masker van Vespasianus droeg, vroeg hoeveel de begrafenis kostte. Toen er gezegd werd dat dit tien miljoen sestertiën was, riep de acteur dat ze hem honderdduizend sestertiën moesten geven, en zijn lijk maar in de Tiber moesten gooien.
Vespasianus werd opgevolgd door zijn zoon Titus.

## Waardering na zijn dood
Latere historici plaatsten Vespasianus wegens zijn grote verdiensten tussen de grootste Imperators van Rome zoals Augustus, Trajanus, Hadrianus en Septimius Severus.

## Trivia
In 1346 vormde de vondst van een bronzen plaat, met daarop de keizerlijke rechten die aan Vespasianus waren toegekend, de aanleiding tot een staatsgreep in Rome. De plaat was verwerkt in een altaar en na een brand weer tevoorschijn gekomen. Cola di Rienzo, de vinder en vertaler van de bronzen plaat, maakte de vondst openbaar en riep het volk bijeen. Hij hield zijn toehoorders voor dat Rome in het stof rustte en zijn eigen ondergang niet zag aankomen, omdat zijn twee ogen, de keizer en de paus, hem waren ontrukt. Cola di Rienzo werd tot volkstribuun gekozen en was korte tijd zeer populair. Al snel veranderde Cola di Rienzo in een tiran en kwam uiteindelijk op zeer gewelddadige wijze aan zijn einde. Cola di Rienzo geldt als de laatste van zijn tijd die het oude Rome probeerde te herstellen.

## Stamboom
|                       |                       |                       |                       |                       |                       |                       |                       |                       |                       |                       |                       |                       |                       | Flavius Sabinus | Flavius Sabinus | Flavius Sabinus | Flavius Sabinus | Flavius Sabinus | Flavius Sabinus |  |  | Vespasia Polla    | Vespasia Polla    | Vespasia Polla    | Vespasia Polla    | Vespasia Polla        | Vespasia Polla        |                       |                       |                       |                       |                     |                     |                     |                     |            |            |                     |                     |                     |                     |                     |                     |  |  |                    |                    |                    |                    |                    |                    |  |  |                 |                 |                 |                 |                       |                       |                       |                       |                       |                       |                      |                      |                      |                      |                  |                  |                            |                            |                            |                            |                            |                            |
|                       |                       |                       |                       |                       |                       |                       |                       |                       |                       |                       |                       |                       |                       | Flavius Sabinus | Flavius Sabinus | Flavius Sabinus | Flavius Sabinus | Flavius Sabinus | Flavius Sabinus |  |  | Vespasia Polla    | Vespasia Polla    | Vespasia Polla    | Vespasia Polla    | Vespasia Polla        | Vespasia Polla        |                       |                       |                       |                       |                     |                     |                     |                     |            |            |                     |                     |                     |                     |                     |                     |  |  |                    |                    |                    |                    |                    |                    |  |  |                 |                 |                 |                 |                       |                       |                       |                       |                       |                       |                      |                      |                      |                      |                  |                  |                            |                            |                            |                            |                            |                            |
|                       |                       |                       |                       |                       |                       |                       |                       |                       |                       |                       |                       |                       |                       |                 |                 |                 |                 |                 |                 |  |  |                   |                   |                   |                   |                       |                       |                       |                       |                       |                       |                     |                     |                     |                     |            |            |                     |                     |                     |                     |                     |                     |  |  |                    |                    |                    |                    |                    |                    |  |  |                 |                 |                 |                 |                       |                       |                       |                       |                       |                       |                      |                      |                      |                      |                  |                  |                            |                            |                            |                            |                            |                            |
|                       |                       |                       |                       |                       |                       |                       |                       |                       |                       |                       |                       |                       |                       |                 |                 |                 |                 |                 |                 |  |  |                   |                   |                   |                   |                       |                       |                       |                       |                       |                       |                     |                     |                     |                     |            |            |                     |                     |                     |                     |                     |                     |  |  |                    |                    |                    |                    |                    |                    |  |  |                 |                 |                 |                 |                       |                       |                       |                       |                       |                       |                      |                      |                      |                      |                  |                  |                            |                            |                            |                            |                            |                            |
|                       |                       |                       |                       | Titus Flavius Sabinus | Titus Flavius Sabinus | Titus Flavius Sabinus | Titus Flavius Sabinus | Titus Flavius Sabinus | Titus Flavius Sabinus |                       |                       |                       |                       |                 |                 |                 |                 |                 |                 |  |  |                   |                   |                   |                   |                       |                       |                       |                       | Vespasianus 69 - 79   | Vespasianus 69 - 79   | Vespasianus 69 - 79 | Vespasianus 69 - 79 | Vespasianus 69 - 79 | Vespasianus 69 - 79 |            |            | Domitilla de Oudere | Domitilla de Oudere | Domitilla de Oudere | Domitilla de Oudere | Domitilla de Oudere | Domitilla de Oudere |  |  |                    |                    |                    |                    |                    |                    |  |  |                 |                 |                 |                 |                       |                       |                       |                       |                       |                       |                      |                      |                      |                      |                  |                  |                            |                            |                            |                            |                            |                            |
|                       |                       |                       |                       | Titus Flavius Sabinus | Titus Flavius Sabinus | Titus Flavius Sabinus | Titus Flavius Sabinus | Titus Flavius Sabinus | Titus Flavius Sabinus |                       |                       |                       |                       |                 |                 |                 |                 |                 |                 |  |  |                   |                   |                   |                   |                       |                       |                       |                       | Vespasianus 69 - 79   | Vespasianus 69 - 79   | Vespasianus 69 - 79 | Vespasianus 69 - 79 | Vespasianus 69 - 79 | Vespasianus 69 - 79 |            |            | Domitilla de Oudere | Domitilla de Oudere | Domitilla de Oudere | Domitilla de Oudere | Domitilla de Oudere | Domitilla de Oudere |  |  |                    |                    |                    |                    |                    |                    |  |  |                 |                 |                 |                 |                       |                       |                       |                       |                       |                       |                      |                      |                      |                      |                  |                  |                            |                            |                            |                            |                            |                            |
|                       |                       |                       |                       |                       |                       |                       |                       |                       |                       |                       |                       |                       |                       |                 |                 |                 |                 |                 |                 |  |  |                   |                   |                   |                   |                       |                       |                       |                       |                       |                       |                     |                     |                     |                     |            |            |                     |                     |                     |                     |                     |                     |  |  |                    |                    |                    |                    |                    |                    |  |  |                 |                 |                 |                 |                       |                       |                       |                       |                       |                       |                      |                      |                      |                      |                  |                  |                            |                            |                            |                            |                            |                            |
|                       |                       |                       |                       |                       |                       |                       |                       |                       |                       |                       |                       |                       |                       |                 |                 |                 |                 |                 |                 |  |  |                   |                   |                   |                   |                       |                       |                       |                       |                       |                       |                     |                     |                     |                     |            |            |                     |                     |                     |                     |                     |                     |  |  |                    |                    |                    |                    |                    |                    |  |  |                 |                 |                 |                 |                       |                       |                       |                       |                       |                       |                      |                      |                      |                      |                  |                  |                            |                            |                            |                            |                            |                            |
| Titus Flavius Sabinus | Titus Flavius Sabinus | Titus Flavius Sabinus | Titus Flavius Sabinus | Titus Flavius Sabinus | Titus Flavius Sabinus |                       |                       | Titus Flavius Clemens | Titus Flavius Clemens | Titus Flavius Clemens | Titus Flavius Clemens | Titus Flavius Clemens | Titus Flavius Clemens |                 |                 |                 |                 |                 |                 |  |  | Arrecina Tertulla | Arrecina Tertulla | Arrecina Tertulla | Arrecina Tertulla | Arrecina Tertulla     | Arrecina Tertulla     |                       |                       | Titus 79 - 81         | Titus 79 - 81         | Titus 79 - 81       | Titus 79 - 81       | Titus 79 - 81       | Titus 79 - 81       |            |            | Marcia Furnilla     | Marcia Furnilla     | Marcia Furnilla     | Marcia Furnilla     | Marcia Furnilla     | Marcia Furnilla     |  |  | Domitianus 81 - 96 | Domitianus 81 - 96 | Domitianus 81 - 96 | Domitianus 81 - 96 | Domitianus 81 - 96 | Domitianus 81 - 96 |  |  | Domitia Longina | Domitia Longina | Domitia Longina | Domitia Longina | Domitia Longina       | Domitia Longina       |                       |                       | Domitilla de Jongere  | Domitilla de Jongere  | Domitilla de Jongere | Domitilla de Jongere | Domitilla de Jongere | Domitilla de Jongere |                  |                  | Quintus Petillius Cerialis | Quintus Petillius Cerialis | Quintus Petillius Cerialis | Quintus Petillius Cerialis | Quintus Petillius Cerialis | Quintus Petillius Cerialis |
| Titus Flavius Sabinus | Titus Flavius Sabinus | Titus Flavius Sabinus | Titus Flavius Sabinus | Titus Flavius Sabinus | Titus Flavius Sabinus |                       |                       | Titus Flavius Clemens | Titus Flavius Clemens | Titus Flavius Clemens | Titus Flavius Clemens | Titus Flavius Clemens | Titus Flavius Clemens |                 |                 |                 |                 |                 |                 |  |  | Arrecina Tertulla | Arrecina Tertulla | Arrecina Tertulla | Arrecina Tertulla | Arrecina Tertulla     | Arrecina Tertulla     |                       |                       | Titus 79 - 81         | Titus 79 - 81         | Titus 79 - 81       | Titus 79 - 81       | Titus 79 - 81       | Titus 79 - 81       |            |            | Marcia Furnilla     | Marcia Furnilla     | Marcia Furnilla     | Marcia Furnilla     | Marcia Furnilla     | Marcia Furnilla     |  |  | Domitianus 81 - 96 | Domitianus 81 - 96 | Domitianus 81 - 96 | Domitianus 81 - 96 | Domitianus 81 - 96 | Domitianus 81 - 96 |  |  | Domitia Longina | Domitia Longina | Domitia Longina | Domitia Longina | Domitia Longina       | Domitia Longina       |                       |                       | Domitilla de Jongere  | Domitilla de Jongere  | Domitilla de Jongere | Domitilla de Jongere | Domitilla de Jongere | Domitilla de Jongere |                  |                  | Quintus Petillius Cerialis | Quintus Petillius Cerialis | Quintus Petillius Cerialis | Quintus Petillius Cerialis | Quintus Petillius Cerialis | Quintus Petillius Cerialis |
|                       |                       |                       |                       |                       |                       |                       |                       |                       |                       |                       |                       |                       |                       |                 |                 |                 |                 |                 |                 |  |  |                   |                   |                   |                   |                       |                       |                       |                       |                       |                       |                     |                     |                     |                     |            |            |                     |                     |                     |                     |                     |                     |  |  |                    |                    |                    |                    |                    |                    |  |  |                 |                 |                 |                 |                       |                       |                       |                       |                       |                       |                      |                      |                      |                      |                  |                  |                            |                            |                            |                            |                            |                            |
|                       |                       |                       |                       |                       |                       |                       |                       |                       |                       |                       |                       |                       |                       |                 |                 |                 |                 |                 |                 |  |  |                   |                   |                   |                   | Titus Flavius Sabinus | Titus Flavius Sabinus | Titus Flavius Sabinus | Titus Flavius Sabinus | Titus Flavius Sabinus | Titus Flavius Sabinus |                     |                     | Julia Titi          | Julia Titi          | Julia Titi | Julia Titi | Julia Titi          | Julia Titi          |                     |                     |                     |                     |  |  |                    |                    |                    |                    |                    |                    |  |  |                 |                 |                 |                 | Titus Flavius Clemens | Titus Flavius Clemens | Titus Flavius Clemens | Titus Flavius Clemens | Titus Flavius Clemens | Titus Flavius Clemens |                      |                      | Flavia Domitilla     | Flavia Domitilla     | Flavia Domitilla | Flavia Domitilla | Flavia Domitilla           | Flavia Domitilla           |                            |                            |                            |                            |
|                       |                       |                       |                       |                       |                       |                       |                       |                       |                       |                       |                       |                       |                       |                 |                 |                 |                 |                 |                 |  |  |                   |                   |                   |                   | Titus Flavius Sabinus | Titus Flavius Sabinus | Titus Flavius Sabinus | Titus Flavius Sabinus | Titus Flavius Sabinus | Titus Flavius Sabinus |                     |                     | Julia Titi          | Julia Titi          | Julia Titi | Julia Titi | Julia Titi          | Julia Titi          |                     |                     |                     |                     |  |  |                    |                    |                    |                    |                    |                    |  |  |                 |                 |                 |                 | Titus Flavius Clemens | Titus Flavius Clemens | Titus Flavius Clemens | Titus Flavius Clemens | Titus Flavius Clemens | Titus Flavius Clemens |                      |                      | Flavia Domitilla     | Flavia Domitilla     | Flavia Domitilla | Flavia Domitilla | Flavia Domitilla           | Flavia Domitilla           |                            |                            |                            |                            |